# I’ll Still Kill
I’ll Still Kill – piąty singiel amerykańskiego rapera 50 Centa, wydany 6 listopada 2007 roku we współpracy z Akonem. Klip  do tego kawałku nosi nazwę "I Still Will" (ze względu na cenzurę). jako piąty singel z albumu Curtis planowano wydanie singla Follow My Lead z udziałem Robina Thicke'a, postanowiono, że zostanie on wydany jako szósty singel którego premiera nastąpiła w lutym 2008 roku.